# استیرنز (کنتاکی)
استیرنز (به انگلیسی: Stearns) یک منطقهٔ مسکونی در ایالات متحده آمریکا است که در شهرستان مک‌کرری، کنتاکی واقع شده‌است. استیرنز ۱۰٫۴ کیلومتر مربع مساحت و ۱٬۵۸۶ نفر جمعیت دارد و ۴۰۸ متر بالاتر از سطح دریا واقع شده‌است.